# Saint-Clément-des-Baleines
Saint-Clément-des-Baleines è un comune francese situato nell'isola di Ré nel dipartimento della Charente Marittima nella regione della Nuova Aquitania.

## Storia

### Simboli
Lo stemma è stato adottato nel 2024.
Le cinque case rappresentano i villaggi Le Griveau, Le Chabot, La Tricherie, Le Gillieux e Le Godinand, che si unirono per creare il comune di Saint-Clément-des-Baleines. Lo scaglione rovesciato ha la forma sia della lettera V (iniziale Villageois, nome con cui sono chiamati i suoi abitanti) che del numero romano 5 (in ricordo dei cinque borghi fondatori) e può inoltre simboleggiare il vomere di un aratro per richiamare il mestiere dell'agricoltore e la prua di una barca per ricordare i marinai e i pescatori. L'ancora rievoca il patrono san Clemente, martirizzato e annegato dopo esser stato gettato in mare con un'ancora di ferro al collo.
Nella terza parte è riprodotta la vecchia torre del faro (phare des Baleines) che si erge di fronte al mare e che ha contribuito a salvare la vita dei marinai.

## Società

### Evoluzione demografica
Abitanti censiti